# FeedBurner
Google FeedBurner é um gerenciador web de feeds lançado em 2004. Fundado por Dick Costolo, Eric Lunt, Steve Olechowski e Matt Shobe. Oferece ferramentas para gestão e análise estatística de leitores dos feeds RSS para blogueiros, podcasters e outros publicadores de conteúdo web.

## Serviços
Os serviços oferecidos aos autores incluem um analisador de tráfego e um sistema de publicidade opcional. Embora não fosse claro inicialmente se publicidade em formato RSS era adequada, mais de dois terços dos canais do FeedBurner possuem anúncios. Usuários, por sua vez, podem saber quantas pessoas assinam cada feed adicionado ao serviço/programa.
Os feeds publicados são modificados em vários modos, incluindo links automáticos para o serviço Digg e del.icio.us, além de segmentar informações em múltiplos feeds. O FeedBurner é um típico serviço Web 2.0, oferecendo também APIs para que outros aplicativos interajam com ele.
Em 5 de Outubro de 2007, o FeedBurner hospedava mais de um milhão de feeds para 584.832 autores, incluindo 142.534 feeds de podcasts e videocasts.

## História
Em 3 de Junho de 2007, FeedBurner foi adquirido pelo Google Inc., supostamente por $100 milhões de dólares. Um mês depois, dois de seus serviços avançados (MyBrand e TotalStats) tornaram-se gratuitos a todos os usuários.
Em 15 de Agosto de 2008, o Google completou a migração do FeedBurner para seu grupo de serviços.
Em 26 de Maio de 2011, o Google anunciou que a API do FeedBurner foi descontinuada.